# Willem Sasbach
Wilhelmus Johannes (Willem) Sasbach (Amsterdam, 5 juli 1874 – aldaar, 7 juli 1938) was een Nederlands cellist.
Hij werd geboren in het gezin van musicus Hein Sasbach en Wilhelmina Lammes. Zijn zuster Marie Gilhuys-Sasbach ging aan het toneel. Hijzelf was in 1902 getrouwd met Eva Maria Cornelia Arendina Pluim. Het echtpaar woonde de laatste jaren op de Joh. M. Coenenstraat 27, een straat genoemd naar zijn voormalige dirigent. Hij werd begraven op Zorgvlied.
Hij kreeg zijn muziekopleiding aan het Amsterdams Conservatorium. Henri Bosmans was een van zijn docenten. Na zijn opleiding ging hij als solocellist te werk bij de Arnhemse Orkest Vereniging. In 1890 verhuisde hij muzikaal naar Amsterdam, om er te gaan spelen in het net opgerichte Concertgebouworkest van Willem Kes. Hij speelde er kort want hij was al snel te vinden in het Paleisorkest van Johannes Meinardus Coenen. Na de Nederlandse orkesten volgden orkesten in Berlijn (Bilzer Orchestra), het Orkest van de Nederlandse Opera van Cornelis van der Linden en Schotland (Scottish Orchestra). Hij keerde echter terug naar zijn oude liefde, het Concertgebouworkest, dan onder leiding van Willem Mengelberg. Na vijftien jaar ging hij in 1934 met pensioen.